# Študlov (ort i Tjeckien, Zlín)
Študlov är en ort i Tjeckien.   Den ligger i regionen Zlín, i den östra delen av landet, 280 km öster om huvudstaden Prag. Študlov ligger 505 meter över havet och antalet invånare är 516.
Terrängen runt Študlov är huvudsakligen kuperad, men västerut är den platt. Runt Študlov är det ganska glesbefolkat, med 35 invånare per kvadratkilometer. Närmaste större samhälle är Slavičín, 17,3 km sydväst om Študlov. I omgivningarna runt Študlov växer i huvudsak blandskog.